# خليج قابس

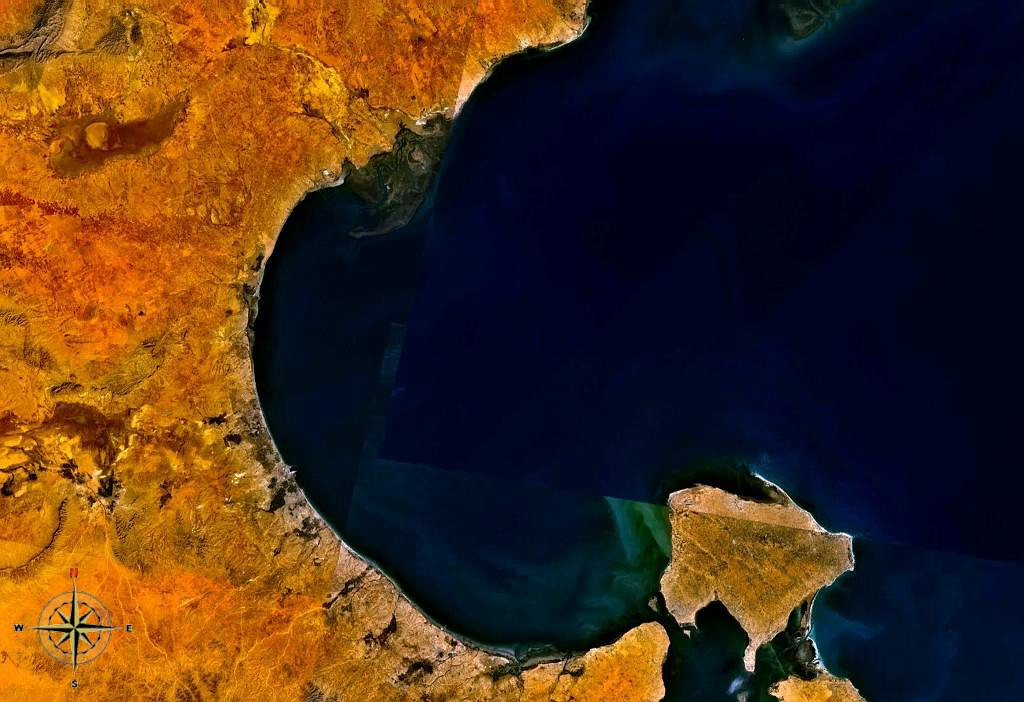
صورة فضائية لخليج قابس

خليج قابس أو (خليج سيرتس الصغير كما كان يسمى قديما) هو خليج في المياه الإقليمية التونسية يقع شرقي البلاد متفرعا من البحر المتوسط. تقع إلى الجنوب الشرقي منه جزيرة جربة وإلى الشمال الشرقي منه جزيرة قرقنة. من أهم المدن الواقعة عليه مدينتي قابس وصفاقس. وهو أهم منطقة للصيد في تونس ومن أهم مناطق الصيد في البحر الأبيض المتوسط لأن مياهه ضحلة عمقها 200 متر حتى على بعد 250 كم من الساحل في بعض الأماكن.